# Чемпіонат світу з боксу серед жінок 2010
VI Чемпіонат світу з боксу серед жінок відбувся 10 - 18 вересня 2010 року в Бриджтаун у Барбадосі. 
Бої проходили у 10 вагових категоріях. У чемпіонаті взяло участь 306 боксерок, що представляли 75 національних федерацій.
Україну представляли: Наталія Князь, Тетяна Коб, Анна Рогович, Наталія Бірюк, Олександра Сидоренко, Світлана Тертична, Марія Бадуліна, Лілія Дурнєва, Інна Шевченко, Катерина Кужель.

## Медалістки
| Категорія: | Золото:           | Срібло:         | Бронза:                                | Посилання: |
| до 48 кг   | Мері Ком          | Стелюца Дуца    | Назгуль Боранбаєва Еліс Апаррі         | - 46 kg    |
| до 51 кг   | Жень Цаньцань     | Нікола Адамс    | Ханне Мякінен Тетяна Коб               | - 51 kg    |
| до 54 кг   | Олена Савельєва   | Кім Хе Сон      | Сцилла Немеді-Варґа Кароліна Міхальчук | - 54 kg    |
| до 57 кг   | Юн Кум Джу        | Ян Янзи         | Рім Жуїні Тассамалі Тонг'ян            | - 57 kg    |
| до 60 кг   | Кеті Тейлор       | Дон Чен         | Кароліна Ґрачик Кванітта Андервуд      | - 60 kg    |
| до 64 кг   | Гюльсюм Татар     | Віра Слугіна    | Клара Свенссон Кашмір Джексон          | - 64 kg    |
| до 69 кг   | Андресіа Вассон   | Саванна Маршалл | Марішелль де Йонг Ян Тінтін            | - 69 kg    |
| до 75 кг   | Мері Спенсер      | Лі Цзіньцзи     | Лілія Дурнєва Марія Ковач              | - 75 kg    |
| до 81 кг   | Розелі Фейтоса    | Марина Вольнова | Ван Янруї Тімея Надь                   | - 81 kg    |
| вище 81 кг | Надєжда Торлопова | Катерина Кужель | Кавіта Чахал Лі Юнфей                  | + 81 kg    |

## Медальний залік
| Медальний залік |                |        |        |        |       |
| Місце           | Держава        | Золото | Срібло | Бронза | Разом |
| 1               | Росія          | 2      | 1      | 0      | 3     |
| 2               | КНР            | 1      | 3      | 3      | 7     |
| 3               | Північна Корея | 1      | 1      | 0      | 2     |
| 4               | США            | 1      | 0      | 2      | 3     |
| 5               | Індія          | 1      | 0      | 1      | 2     |
| 6               | Бразилія       | 1      | 0      | 0      | 1     |
| 6               | Канада         | 1      | 0      | 0      | 1     |
| 6               | Ірландія       | 1      | 0      | 0      | 1     |
| 6               | Туреччина      | 1      | 0      | 0      | 1     |
| 10              | Англія         | 0      | 2      | 0      | 2     |
| 11              | Україна        | 0      | 1      | 2      | 3     |
| 12              | Казахстан      | 0      | 1      | 1      | 2     |
| 13              | Румунія        | 0      | 1      | 0      | 1     |
| 14              | Угорщина       | 0      | 0      | 3      | 3     |
| 15              | Польща         | 0      | 0      | 2      | 2     |
| 16              | Фінляндія      | 0      | 0      | 1      | 1     |
| 16              | Нідерланди     | 0      | 0      | 1      | 1     |
| 16              | Філіппіни      | 0      | 0      | 1      | 1     |
| 16              | Швеція         | 0      | 0      | 1      | 1     |
| 16              | Таїланд        | 0      | 0      | 1      | 1     |
| 16              | Туніс          | 0      | 0      | 1      | 1     |
| Разом           | 21 держава     | 10     | 10     | 20     | 20    |

## Зовнішні посилання
- Офіційний сайт Чемпіонату(англ.)